# Castel Malosco
Castel Malosco è un castello medioevale che sorge nel paese omonimo in provincia di Trento. La costruzione sorge a metà strada fra i borghi di Fondo e Malosco.

## Storia

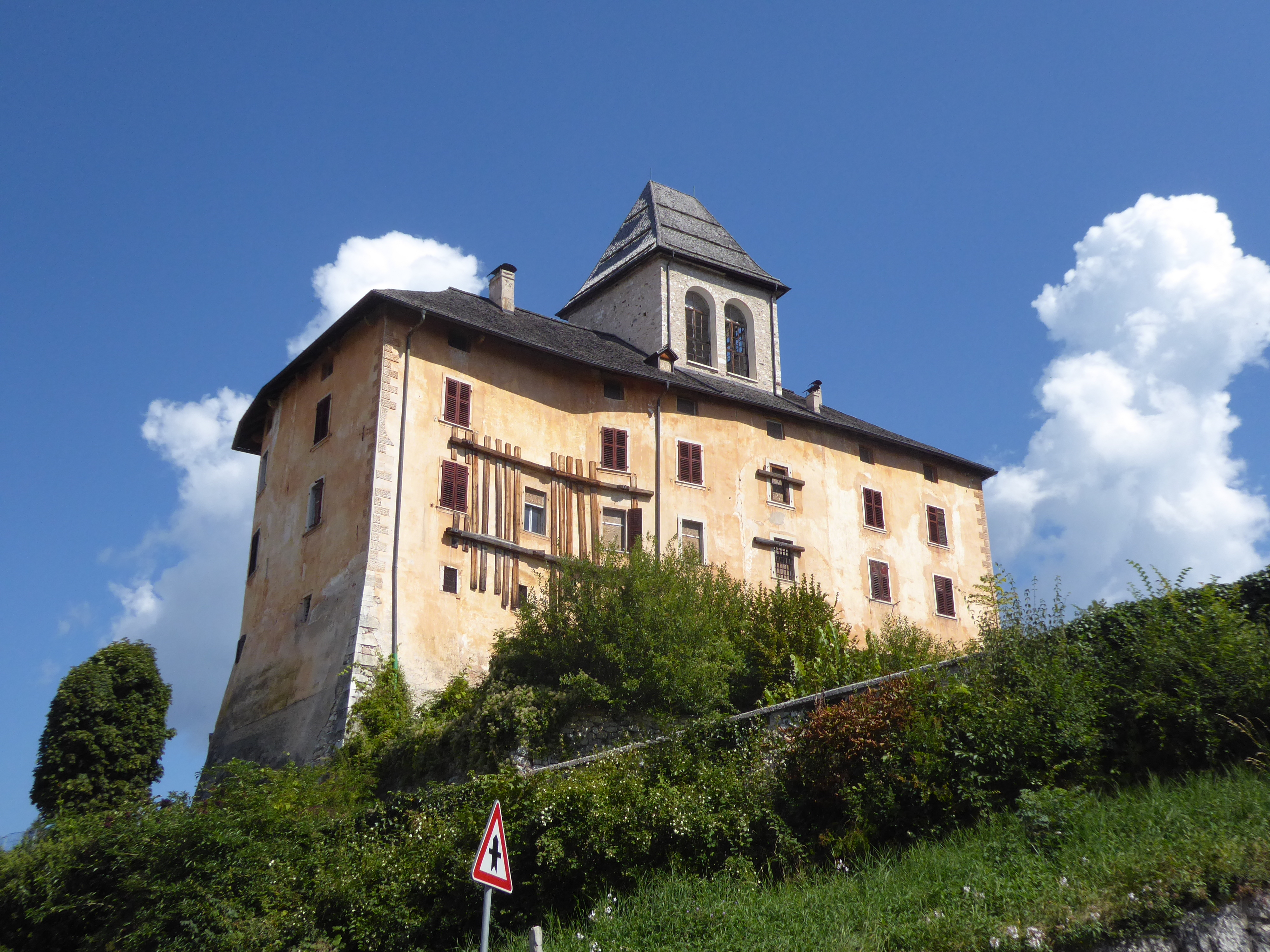
Vista dalla strada sottostante

I primi documenti riguardanti il maniero risalgono al 1188: anche se non ne viene citato esplicitamente il nome è probabile che si riferiscano ad esso.  La prima attestazione esplicita risale invece al 1228, quando Pietro di Malosco, nel suo testamento, lo lascia in eredità ai fratelli Bertoldo ed Enrico. Il luogo aveva la funzione di sede di giudizio itinerante per  Petri de Malusco, Ananie vicedomini come attestato nel Codice Wanghiano, fascicolo XII, foglio 96.
Il castello passa quindi varie volte di mano, diventando di proprietà tra gli altri dei Boymont e dei Neideck. Nel 1579 Vittore Neideck lo cede a Girolamo Guarienti che lo ristruttura. I Guarienti manterranno il possesso del castello fino al 1820 quando si estinguono e il castello passa al demanio austriaco che vi insedia l'ufficio giudiziario di Fondo.
Nel 1863 subisce una profonda ristrutturazione per adattarlo alle esigenze dell'ufficio giudiziario a cui dobbiamo l'aspetto attuale: vengono abbattute le mura esterne, aperte finestre più ampie, ridefiniti gli spazi interni e spostato l'ingresso.
Nel 1892 vi nasce Fortunato Depero, il cui padre viveva nel castello in quanto dipendente dell'amministrazione austriaca. Dopo la prima guerra mondiale vi trova sede prima la pretura di Fondo e poi quella del Libro Fondiario, finché negli anni'80 non viene lasciato inutilizzato dall'amministrazione pubblica.
Da allora il castello ha subito un forte degrado anche se non in maniera irreversibile. Nel 2006 è partito un progetto per il suo recupero che però al 2014, nonostante un'importante stanziamento finanziario nel 2012, non ha ancora portato a un suo risanamento completo.